# Red Sparrow
Sparrow (conocida en Hispanoamérica como Operación Red Sparrow y en España como Gorrión rojo) es una película estadounidense de drama y suspense de 2018, sobre espionaje, basada en la novela homónima escrita por Jason Matthews en 2013. Está dirigida por Francis Lawrence y protagonizada por Jennifer Lawrence, Joel Edgerton, Matthias Schoenaerts, Charlotte Rampling, Mary-Louise Parker y Jeremy Irons.
La película se preestrenó en el Newseum de Washington D. C. y posteriormente estrenada en los Estados Unidos el 2 de marzo de 2018. La película recaudó $50 millones en todo el mundo y recibió críticas negativas, criticando la duración de la película y la excesiva confianza en la violencia gráfica y el pseudo sexo promoviendo la prostitución.

## Sinopsis
En la Rusia actual, la bella Dominika Egorova es una famosa bailarina del Bolshói que cuida de su madre enferma. Tras romperse la pierna gravemente en una actuación, su tío Iván, subdirector del SVR, se acerca a Dominika y le encarga que seduzca a Dimitry Ustinov, un gánster ruso, a cambio de que su madre reciba atención médica continua. Se encuentran en un bar y van a su habitación, donde él la viola. Durante el encuentro es asesinado por Sergei Matorin, un agente del SVR enviado por Iván, que ofrece a Dominika una opción: convertirse en agente del SVR o ser ejecutada por presenciar el asesinato de Ustinov.
Nate Nash es un agente de la CIA que trabaja en Moscú. Mientras se reúne con un topo ruso llamado Marble en el parque Gorky, son descubiertos por la policía. Nash consigue distraer a los policías asegurándose de que su contacto escape sin ser identificado. Nash es reasignado a los EE. UU., pero insiste en que él es la única persona con la que trabajará Marble. Como no puede regresar a Rusia, es asignado a Budapest para restablecer el contacto con Marble, lo que descubre el SVR.
Dominika es enviada a la Escuela Estatal 4, una brutal escuela de entrenamiento especializada para "gorriones", agentes capaces de seducir a sus objetivos con técnicas sexuales. Dominika destaca en el entrenamiento, a pesar de algunas fricciones con su entrenadora, conocida solo como la Matrona. En contra de la recomendación de la matrona, Iván y el general Vladimir Korchnoi, un oficial de alto rango que trabaja con él, deciden que Dominika está lista para una misión en Budapest: ganarse la confianza de Nash y exponer la identidad de Marble.
En Budapest, Dominika vive con otra "gorrión" llamada Marta y es supervisada por el jefe de la estación Maxim Volontov. Dominika se pone en contacto con Nash, quien rápidamente determina que ella es una agente de inteligencia rusa e intenta convencerla de que deserte.
Dominika inspecciona la habitación de Marta y descubre que ha sido asignada para comprar información clasificada de Stephanie Boucher, jefa de gabinete de un senador de los Estados Unidos. Cuando Iván la presiona sobre su lento progreso con Nash, Dominika afirma que también está ayudando a Marta con Boucher. Marta es brutalmente asesinada por el SVR por enterarse del incidente anterior de Dominika con el gánster, recibiendo aquella la advertencia de que le sucederá lo mismo si falla. Dominika contacta a Nash, acepta convertirse en un agente doble a cambio de protección para ella y su madre, y tiene relaciones sexuales con él. Bajo órdenes rusas, Dominika viaja a Londres con Volontov para encontrarse con Boucher y cerrar el trato, pero subrepticiamente cambia la información que le da Boucher por desinformación proporcionada por la CIA.
Después de la reunión, Boucher se da cuenta de que está siendo observada por agentes de inteligencia estadounidenses; entra en pánico, retrocede en medio del tráfico y muere atropellada. Los agentes rusos que vigilan a Boucher se dan cuenta de que su misión se ha visto comprometida. Sospechosos de avisar a los estadounidenses, Dominika y Volontov son llamados a Moscú, donde son torturados e interrogados durante días. Volontov es ejecutado, pero finalmentw Iván se cree las afirmaciones de inocencia de Dominika, a quien se permite regresar a Budapest para continuar su misión de conseguir que Nash le desvele la identidad de Marble. En cambio, convence a Nash de que la traslade a ella y a su madre a Estados Unidos.
Después de pasar la noche con Nash, Dominika se despierta y lo encuentra siendo torturado por Matorin para obtener la identidad de Marble. Al principio, ella lo ayuda hasta que Matorin baja la guardia y lo mata, resultando ella gravemente. Se despierta en un hospital donde Korchnoi se revela como Marble. Explica que era patriota, pero se desilusionó cuando un burócrata al que una vez había ofendido se negó a permitir que un médico estadounidense operara a su esposa enferma. Teme que lo atrapen pronto y, en lugar de morir en vano, le ordena a Dominika que revele su identidad a Iván. Hacerlo la convertiría en una heroína nacional y le permitiría reemplazarlo como un topo que pasa inteligencia a la CIA. Cuando Dominika se comunica con sus superiores, incrimina a Iván como el topo, utilizando pruebas que había estado fabricando desde que llegó por primera vez a Hungría y culpándolo por el intercambio fallido en Londres. Iván muere durante un intercambio de prisioneros mientras Nate sigue adelante con su plan de confirmar la identidad del topo, y Dominika es homenajeada en una ceremonia militar tras regresar a Rusia.
Una vez allí Dominika vive con su madre y recibe una llamada telefónica de una persona desconocida que toca el Concierto para piano de Grieg, que según le había dicho a Nash era la pieza con la que bailó su primera interpretación en solitario.

## Elenco y personajes
- Jennifer Lawrence como Dominika Egorova.
- Sebastian Hülk como Matorin.
- Joel Edgerton como Nathaniel Nash.
- Matthias Schoenaerts como Ivan Dimitrevich Egorov.
- Charlotte Rampling como la directora de la Escuela Sparrow.
- Mary-Louise Parker como la senadora Stephanie Boucher (Swan).
- Jeremy Irons como el general Vladimir Andreievich Korchnoi (Marble).
- Ciaran Hinds como el coronel Alexei Ivanovich Zakharov.
- Bill Camp como Marty Gable.
- Joely Richardson como Nina Egorova.
- Sakina Jaffrey como Trish Forsyth.
- Thekla Reuten como Marta Yelenova.
- Douglas Hodge como Maxim Volontov.
- Sasha Frolova como Anya.
- Kristof Konrad como Dimitri Ustinov.

## Producción
La producción de la película comenzó en Budapest y Dunaújváros en Hungría el 5 de enero de 2017. Otras locaciones para el rodaje fueron la Mansión Festetics en Dég, Hungría; Bratislava, Eslovaquia; y Viena, Austria. El 3 de mayo de 2017, Jennifer Lawrence fue vista grabando algunas escenas en el Aeropuerto de Londres-Heathrow.

## Lanzamiento
Red Sparrow fue estrenada por 20th Century Fox el 2 de marzo de 2018 en los cines de Estados Unidos. El primer tráiler de la película fue lanzado el 14 de septiembre de 2017. Se estrenó el 15 de febrero de 2018 en Newseum y luego fue exhibida en el festival de cine FEST el 28 de febrero de 2018 en Serbia.
La película recibió una clasificación de apta para mayores de 17 años (R; restricted) por parte de la Asociación Cinematográfica de Estados Unidos (MPAA) por su «fuerte contenido pseudo repulsivo sexual, de violencia, tortura, lenguaje y desnudez gráfica». En Reino Unido, la película fue clasificada por la BBFC bajo la calificación de apta para mayores de 15 años por su «fuerte contenido de violencia sangrienta, violencia sexual y lenguaje inapropiado». En Canadá, la película recibió una clasificación de mayores de apta para mayores de 18 años por parte de la BCFCO en Columbia Británica y Saskatchewan por su «representación de violencia explícita» y la OFRB en Ontario por su «violencia sexual, su contenido perturbador y su lenguaje inapropiado». En Quebec, la Régie du cinéma otorgó a la película un clasificación de apta para mayores de 16 años por su alto contenido de violencia. En Australia, la película fue clasificada como apta para mayores de 15 años por la Oficina de clasificación de cine y literatura de Australia por «tratar temas fuertes como la violencia física y sexual, por sus escenas de sexo y su lenguaje inapropiado».

## Recepción

### Taquilla
En los Estados Unidos y Canadá, Red Sparrow fue estrenada junto con la película Death Wish, y recaudó alrededor de 25 millones de dólares en su primer fin de semana de estreno.

### Críticas
En Rotten Tomatoes, la película posee una aprobación del 48% basada en 216 reseñas con una puntuación de 5.6 sobre 10. En Metacritic, la película tiene un puntaje promedio ponderado de 53 sobre 100, basado en 50 críticas, lo que indica «críticas mixtas».
Eric Kohn, de IndieWire, calificó a la película con una B, resaltando las actuaciones de Lawrence y Rampling, afirmando que «el talento considerable en la pantalla es la gracia constante en la película». Sin embargo, también afirmó que la película «no sabe cuándo parar, cayendo en escenas de tortura insípidas y un enfrentamiento final decepcionante». Jesse Hassenger de The A.V. Club otorgó a la película una B-, señalando la naturaleza metódica de la película, con su exploración de acción y carácter mínimo, comentando que el director Francis Lawrence «trae a este material lo que llevó a Los juegos del hambre: un sentido de estilo que se encuentra limitado por las obligaciones de alcanzar un cierto número de puntos de la trama». Alonso Duralde de TheWrap criticó la historia y la falta de química entre Lawrence y Edgerton, afirmando que «no es ni lo suficientemente inteligente como para involucrarse, ni lo suficientemente divertida como para ser cine basura».